# 葛飾清掃工場

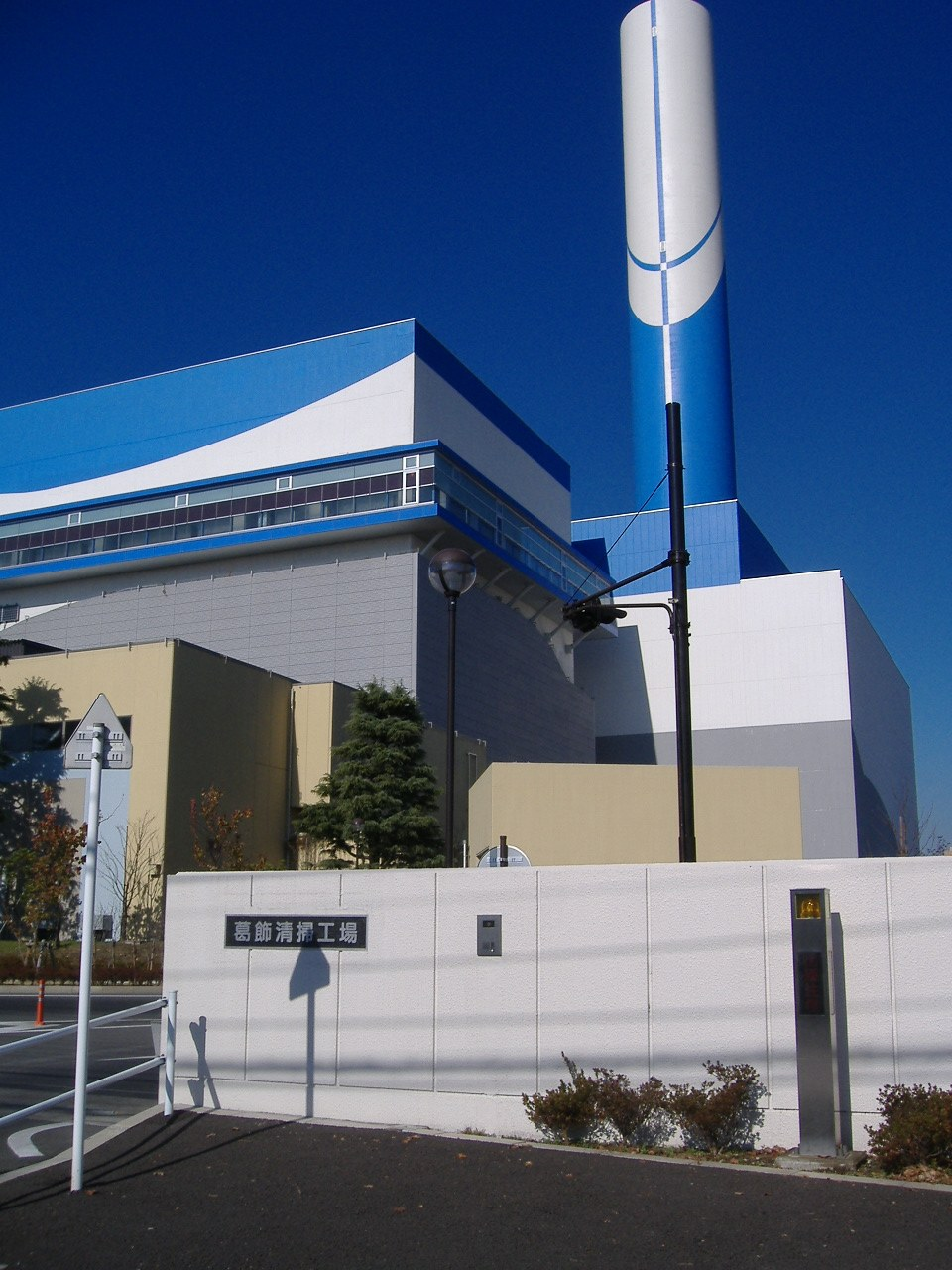
葛飾清掃工場

葛飾清掃工場（かつしかせいそうこうじょう）は、東京都葛飾区水元にある東京二十三区清掃一部事務組合の清掃工場。

## 概要
焼却能力500トン/日を持つ。隣接する水元体育館、水元学び交流館およびいこいの家に余熱を供給している。現在の工場は3代目であり、2006年（平成18年）に完成した。

## 歴史
- 1962年（昭和37年） - 初代工場着工。
- 1964年（昭和39年） - 初代工場竣工。
- 1973年（昭和48年） - 2代目工場着工。
- 1976年（昭和51年）12月 - 2代目工場竣工。
- 2003年（平成15年） - 3代目工場着工。
- 2006年（平成18年） - 3代目工場竣工。